# Via Porta Rossa
Via Porta Rossa è una strada del centro storico di Firenze, che va da via dei Calzaiuoli (canto Diamante) a via de' Tornabuoni. Lungo il tracciato si innestano: via dell'Arte della Lana, via Calimala, via Pellicceria, piazza del Mercato Nuovo, via de' Sassetti, piazza de' Davanzati, via Monalda e il chiasso de' Soldanieri. 

## Storia
La denominazione è attestata in relazione a questa contrada fin dall'XI secolo, e trae origine dal nome di una postierla che si trovava nelle più antiche mure cittadine in corrispondenza dell'estremità della strada verso il monastero vallombrosano di Santa Trinita, detta appunto Porta Rossa. Lo stesso Giovanni Villani ricorda "una postierla chiamata Porta Rossa, che ancora a' nostri tempi ha ritenuto il nome". Non è tuttavia noto il motivo della titolazione e in che modo la porta si distinguesse dalle altre, visto che dobbiamo supporre diffuso l'uso di proteggere le ante lignee delle porte cittadine con il minio (di colore rosso, appunto) per meglio preservarle delle intemperie (come si faceva ancora nel novecento con gli strumenti agricoli). "Per quale ragione allora soltanto ad una posterula sarebbe rimasto quell'attributo coloristico? Si pensa che, come il ponte Rosso, questa posterula venisse chiamata così perché costruita con mattoni senza intonaco. Pare invece, che oltre al rosso della porta e al rosso dei mattoni, fosse vistosamente rosso anche un fallo, sulla chiave dell'arco, e che ancora si può vedere al Museo Archeologico". Di questa postierla, situata all'altezza di via Tornabuoni, si trovarono i resti nel 1732, durante alcuni di lavori.

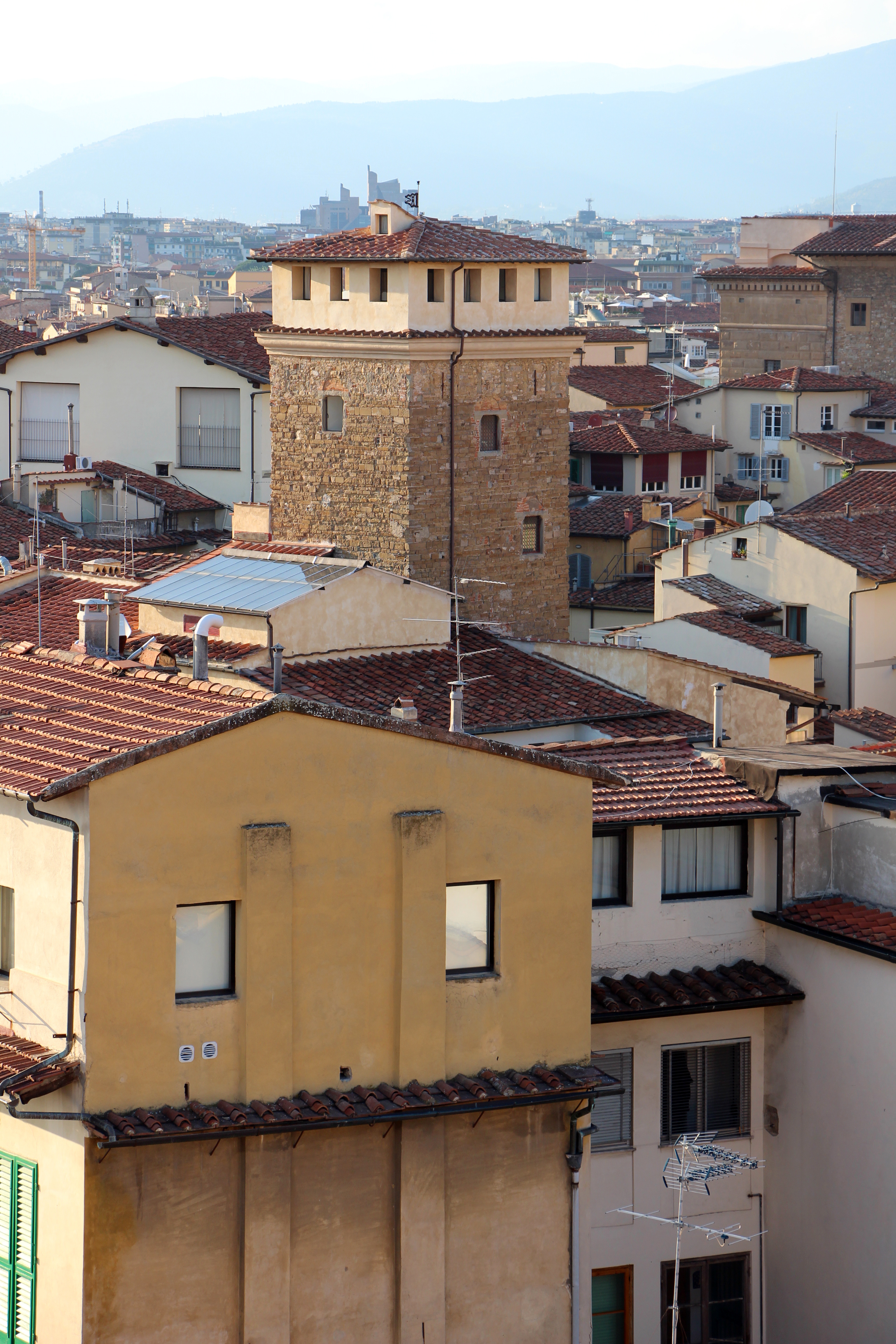
La torre Monalda

Altre denominazioni furono quelle di via de' Cavalcanti e successivamente di via di Baccano, ambedue in relazione al primo tratto fino alla piazza del Mercato Nuovo. In questi casi i nomi possono essere spiegati, nel primo per la presenza del palazzo dei Cavalcanti sul canto di via dei Calzaiuoli dove la strada si origina (così come di altre proprietà della famiglia, come il palazzo dei Cavallereschi), nell'altro forse dal rumore naturalmente connesso alle attività del mercato. Sempre in relazione a questo primo tratto, un'antica lapide murata sul palazzo dei Cavallereschi in corrispondenza del cantone con la piazza del Mercato Nuovo, ricorda come la strada fosse stata aperta nel 1307 grazie al podestà Matteo Terribili di Amelia.
Al pari della vicina via Por Santa Maria, anche via Porta Rossa nel Medioevo era piena di botteghe di artigiani soprattutto orafi (come Bernardo Cennini, ricordato da una lapide), ma legati ad attività più modeste, come la vendita del panno di lino, dei cappelli di feltro, del fil di ferro, del materiale per acconciature, di pettini, di piume e di altre cianfrusaglie. Per un certo tempo tutti questi poveri artigiani, capeggiati dagli orefici, si riunirono nell'"Arte di Porta Rossa" o "di Por Santa Maria", con patrono san Giovanni Evangelista. Nel corso del XIV secolo si stabilirono in questa zona alcuni setaioli esuli da Lucca, aggregandosi a questa arte, che poi sarebbe diventata la potente Arte della Seta che mantenne lo stemma con la porta rossa.
Giacomo Puccini e il suo librettista Giovacchino Forzano, ricordando questa la vocazione della strada all'oreficeria, la citarono nella notissima aria O mio babbino caro dell'opera Gianni Schicchi, quando la protagonista vuole venire in questa zona a comprare l'anello per fidanzarsi.
Nel 1547 la strada mutò aspetto per la demolizione di alcuni edifici e la costruzione della loggia del Mercato Nuovo, ma la maggiore delle trasformazioni si ebbe tuttavia durante la grande operazione di 'risanamento' dell'area del Mercato Vecchio (1885-1895) che arrivò a lambire questa strada, con l'ampliamento e la costruzione di nuovi edifici dal suo lato destro nel tratto tra via Calimala e la piazza de' Davanzati, quest'ultima aperta proprio nel corso dei lavori. Venne ad esempio demolito quello che restava della loggia dei Cavalcanti all'angolo con lo sdrucciolo di Orsanmichele (oggi via dell'Arte della Lana), oppure l'arco dei Lontanmorti all'altezza della loggia del Mercato Nuovo, o ancora tutte le antiche case dei Davanzati sul lato settentrionale, davanti al noto palazzo Davizzi poi Davanzati.

## Descrizione
La strada, con la carreggiata pavimentata a lastrico, nonostante le distruzioni operate nell'Ottocento, mantiene ancora carattere eminentemente antico, con notevoli emergenze architettoniche (tra queste il palazzo Davanzati e le residenze dei Bartolini) e scorci oltremodo suggestivi. 
La via è compresa nell'area pedonale del centro storico: sia perché costituisce una importante arteria di collegamento tra la zona di via de' Calzaiuoli e quella di via de' Tornabuoni, sia per la presenza di numerose attività commerciali, è segnata da un notevole flusso pedonale in ambedue le direzioni. Per quanto sopra descritto l'arteria è da considerarsi di eccezionale interesse storico e artistico.

### Edifici
| Immagine | N°              | Nome                             | Descrizione |
| -------- | --------------- | -------------------------------- | --- |
|          | 1r              | Palazzo dell'Arte dei Mercatanti | L'edificio, organizzato su sette assi e attualmente sviluppato per quattro piani più un volume in soprelevazione su via Calzaiuoli, delimita l'isolato da piazza della Signoria al canto Diamante, che costituisce la cantonata con via Porta Rossa, così denominato dalla presenza di una farmacia che aveva per insegna un diamante e che si dice fosse frequentata da Dante Alighieri. All'interno del secondo fornice tamponato su via Porta Rossa è una memoria posta nel 1766 che ricorda gli ambienti contigui della farmacia come sede dell'udienza dell'Arte e in particolare del ruolo dei frati bolognesi Roderigo e Catalano come pacieri e reggitori. La farmacia Molteni che ancora oggi si apre sulla cantonata, nacque nel 1892 nel luogo dove era l'antica spezieria al canto del Diamante (attestata in questo luogo dalla fine del XIII secolo) e conserva arredi e decori interni di gusto tardo neoclassico, databili alla seconda metà dell'Ottocento, che si dicono disegnati da Giovanni Duprè. |
|          | 1               | Casa dell'arte dei Mercatanti    | Attiguo al palazzo dell'Arte dei Mercatanti si trova una casa, più modesta ma elevata comunque su tre piani più un mezzanino e quattro assi, che presenta sulla facciata, in corrispondenza dei fondaci commerciali, due pietrini dell'Arte di Calimala, ben conservati e contraddistinti dai numeri 25 e 26 in cifre romane. L'accesso ai piani superiori è reso possibile da una stretta porta, nell'androne della quale è stato murato un portale cinque-seicentesco che doveva dare sull'attiguo fondaco, per agevolare l'ingresso. Inoltre, sopra il 9 rosso, si trova una grande grata ottocentesca, corrispondente a un'apertura murata sopra un negozio, ma che originariamente doveva forse far parte di un ambiente commerciale più ampio. |
|          | 2               | Palazzo dei Cavalcanti           | Il palazzo si sviluppa sul fronte principale di via dei Calzaiuoli per cinque assi organizzati su cinque piani, i primi due con paramento alla rustica, sebbene l'ingresso residenziale si trovi su via Porta Rossa. Questi stessi piani documentano, nonostante le ampie integrazioni in pietra artificiale, il disegno dell'originario edificio trecentesco di proprietà della famiglia Cavalcanti, alla quale si riferisce lo scudo posto sulla cantonata con l'arme della famiglia e l'altro oramai illeggibile al limitare destro del fronte. |
|          | 3               | Casa                             | Il palazzo, talvolta indicato come Casa Ciani, appare di fondazione trecentesca, caratterizzato al terreno da una successione di quattro arcate e sodi in pietre conce che poi proseguono nell'edificio limitrofo (al numero 19 rosso). Il corpo superiore, organizzato su cinque assi, presenta un disegno quattrocentesco, con le finestre allineate sulle cornici di ricorso: la correttezza del disegno d'insieme è tuttavia molto limitata dal finto bugnato in malta di cemento, di recente fattura. Di un significativo intervento volto a rileggere in senso medioevale l'edificio parlano d'altra parte anche i molti ferri da facciata, così come le tante integrazioni del pietrame. Al di sopra delle arcate sono due rotelle di pietra con l'insegna dell'arte dei Mercatanti e, sotto, cartelli con il numero progressivo di possesso (rispettivamente 28 e 29). All'estremità sinistra del fronte (dove è anche l'ingresso alla casa) è una memoria in ricordo dei tipografi ('grafici') fiorentini caduti nella guerra 1915-1918, databile al 1925 ca. Oltre ai nomi scolpiti nel riquadro inferiore, la targa si qualifica per un bel tondo nella parte superiore dovuto allo scultore Mario Moschi, con la figura di un caduto, classicamente nudo, sorretto dalla figura della Vittoria. |
|          | 12r-18r         | Casa dell'Arte del Cambio        | L'esteso edificio un tempo appartenuto ai Cavalcanti segna l'angolo tra via dell'Arte della Lana (dove è l'ingresso) e via Porta Rossa e presenta fronti variamente articolati dato che, organizzato ai suoi estremi su cinque piani, in corrispondenza del canto è ridotto in altezza per lasciare spazio ad una ampia terrazza. Per quanto l'esterno documenti i molti rimaneggiamenti occorsi nei secoli alla fabbrica, è evidente la sua antica fondazione, sia per il luogo nel quale ci troviamo, sia per il non allineamento dell'edificio dal lato di via dell'Arte della lana con gli altri edifici, sia per le porzioni in pietra concia risparmiate dall'intonaco, così sull'angolata, così in particolare sulla porzione al limitare destro del fronte su via Porta Rossa, dove è un ampio fornice (con varie integrazioni in pietra artificiale) in perfetta continuità con gli edifici che precedono, compreso il palazzo Cavalcanti che poi sfoga su via Calzaiuoli. Dell'antica storia reca memoria anche un pietrino con l'insegna dell'Arte del Cambio, posto appunto sul fornice segnato con il 12 rosso. |
|          | 19r-21r-23r     | Casa Cavalcanti                  | L'edificio (tre assi su cinque piani) è riconducibile ai possessi che la famiglia Cavalcanti aveva nell'area. Nel 1503 questa vendette il palazzo all'Arte dei Mercatanti, la quale lo aggregò agli altri suoi fabbricati contigui (al numero 3). "L'edificio conserva in gran parte l'antico carattere. Ha tutta la parte inferiore a bozze rustiche di pietra, con arcate entro le quali si aprivano i vani dei fondachi. La parte superiore, attraversata da due cornici di ricorso, è rivestita di bozze e di filaretto ed ha le finestre ad arco di sbarra. La parte estrema del palazzo, verso la piazza del Mercato Nuovo, conserva avanzi della costruzione originaria soltanto al pianterreno. Il resto è stato rifatto". L'importanza storica del luogo è ampiamente dichiarata dalla memoria posta sul fronte dagli stampatori fiorentini nel 1864, a ricordare come qui avesse avuto bottega l'orafo e cesellatore Bernardo Cennini (sottolineando come in questo stesso luogo il nostro avesse coadiuvato "Lorenzo Ghiberti nell'opera celestiale delle porte del tempio di S. Giovanni") che, nel 1479, impiantò a Firenze la prima stamperia, dopo che a Magonza Johann Gutenberg, nel 1450, aveva inventato i caratteri mobili. |
|          | 25r-27r-29r     | Palazzo dei Cavallereschi        | Il palazzo apparteneva fin da tempo remoto ai Cavalcanti e faceva parte di un ceppo di casamenti che si estendeva anche nella via dei Cavalcanti (oggi via Porta Rossa) ed in Calimaruzza. Nel 1427 apparteneva ai figli di Carlo Cavalcanti, che fattisi di popolo per godere dei pubblici uffici, presero il nome di "Cavallereschi". Nel 1433 vendevano il palazzo agli Ufficiali del Monte: ma nel 1439 lo ricomprava Tommaso di Niccolò di un altro ramo dei Cavalcanti, che si dissero dei Ciampoleschi. Questi ripresero in seguito l'antico nome dei Cavalcanti e continuarono a possedere il palazzo fino agli ultimi del Cinquecento. Sul lato che guarda via Porta Rossa, in prossimità del cantone, è una memoria trecentesca incisa sopra uno scudo come ricordo dell'apertura nel 1307 della strada (in questo tratto originariamente detta via di Baccano), grazie al podestà Matteo Terribili di Amelia. Poco distante, sempre da questo lato, è un pietrino a rotella dello spedale di San Matteo, a documentare come - almeno in parte - l'edificio fosse stato un tempo legato alle proprietà dell'ospedale, non a caso posto sotto l'amministrazione dell'Arte del Cambio al quale, come accennato, una porzione era pervenuta per donazione di Bartolommeo Baldesi. |
|          | 22r-24r-26r-28r | Palazzo degli Angeli             | Il grande palazzo (sette assi per quattro piani) sorge nella zona già segnata da antiche case delle famiglie Cavallereschi e Borromei, e risulta eretto su progetto dell'architetto Giuseppe Boccini nel 1892 come sede dei Grandi magazzini proprietà di Silvio Catastini. Nel 1921 fu acquistato dalla Società Cattolica d'Assicurazione. L'edificio si distingue dalle coeve architetture neocinquecentesche per l'intervento pittorico a monocromo che si dispiega su tutti i fronti, a fingere una decorazione a graffito. Nonostante il riferimento a una tecnica antica e tradizionale, non vi è qui l'intento di riproporre modelli rinascimentali ma, pur citando sfingi, grifi e mascheroni di eco manierista, di esprimere una sensibilità chiaramente tardo ottocentesca. Qui abitò, nei primi decenni del Novecento, Aldo Palazzeschi con la sua famiglia. |
|          | s.n.            | Loggia del Mercato Nuovo         | Per quanto stante in piazza del Mercato Nuovo, la loggia, eretta per volontà del granduca Cosimo I de' Medici su progetto del legnaiolo Giovanni Battista del Tasso tra il 1547 e il 1551, segna un tratto di via Porta Rossa. |
|          | 30r-32r-34r-36r | Palazzo Rossi Canevari           | L'edificio fu eretto sulle antiche case dei Cavalcanti e dei Malatesti nel 1896, su progetto dell'ingegnere Enrico Carcasson. Lo stile è quello consueto del tempo, riecheggiante modelli cinquecenteschi, con ricorsi e profusione di bugnato e comunque ricco e magniloquente. Sul fronte laterale affacciato su Porta Rossa presenta cinque piani per quattro assi, che riprendono il prospetto principale su Calimala. |
|          | 6               | Palazzo                          | L'edificio fa parte dell'isolato del palazzo Rossi Canevari su via Calimala e condivide coi palazzi vicini la stessa altezza e una certa rispondenza dei prospetti, a rivelare l'origine comune durante i lavori di Risanamento del 1884-1894. In particolare questo edificio, dalla facciata piuttosto anonima di cinque assi su quattro piani, sorese sopra quella che fu il vicolo dei Lontanmorti, tra case e torri delle famiglie Cavalcanti e de' Nobili. Proveniente forse da uno dei quegli edifici è un pietrino conservato nell'androne e relativo al monastero di San Giuliano in via Faenza. Altri stemmi, pietrini e frammenti da questa porzione dell'antico centro si trovano nel lapidario del Museo di San Marco, nella sala Firenze del Museo Bardini e dentro il palagio di Parte Guelfa. |
|          | 31r-33r-35r-37r | Edificio commerciale             | Si tratta di un basso edificio in angolo con piazza del Mercato Nuovo 21r che si compone di locali un tempo ad uso di botteghe e di palchi superiori, oggi interamente occupato da un esercizio commerciale e che sembra fare da contrappunto alla 'casina' che si trova all'angolo diagonalmente opposto della piazza, già di proprietà dello spedale di San Matteo. In questo caso il pietrino, posto dal lato di via Porta Rossa in prossimità del canto, si presenta partito con le insegne dell'arciconfraternita della Misericordia e della compagnia del Bigallo, a documentare la proprietà da parte dell'istituzione a un certo momento della sua storia. Il numero d'inventario 41, in cifre latine, si riferisce alla posizione dell'immobile negli inventari dell'arciconfraternita. |
|          | 39r-41r-43r-45r | Casa Santucci                    | Per quanto l'edificio si sviluppi in profondità su via Pellicceria con un corpo di fabbrica leggermente più basso di quello che prospetta su via Porta Rossa, presenta su questa il fronte principale, eretto a formare una quinta scenografica di tre assi, con al terreno e al piano nobile aperture affiancate da pilastri con ricchi capitelli corinzi. Oltremodo ornati anche i due ricorsi, il primo con plastiche girali d'acanto, il secondo con un motivo a meandro. "Fabbricato alla fine del secolo scorso dall'ing. Gustavo Marianini, questo edificio in stile rinascimentale, con pilastri corinzi e terrazza a squadra, è simile ad un'alta quinta le cui dimensioni sovvertono i rapporti altimetrici esistenti un tempo con la vicina loggia del Mercato Nuovo". Su via Val di Lamona - dove è un corridore su un ampio arco a collegare l'edificio con la vicina casa dell'Accademia della Crusca - è un tabernacolo con un affresco tre quattrocentesco raffigurante l'Ecce Omo. I fronti sono stati recentemente ritinteggiati e l'edificio appare in buono stato di conservazione. |
|          | 47r-49r         | Palazzo dei Portici              | Il palazzo, sorto durante il "risanamento" ottocentesco, è caratterizzato su via Pellicceria 1 da un alto porticato a cinque campate su colonne doriche che introduce al lungo passaggio coperto che da qui conduce, lungo piazza della Repubblica, fino a via de' Pecori. Alle cantonate con il vicolo del Panico e con via Porta Rossa le colonne si affiancano a robusti pilastri qualificati da bozze rustiche in pietra. Sul lato di via Porta Rossa si vede il profilo di un arco ribassato in pietra e del rispettivo sodo, a indicare sia come nell'attuale edificio siano state inglobate porzione di una antica fabbrica, sia come questa un tempo si sviluppasse senza soluzione di continuità lungo via Porta Rossa, visto il simile parato in pietra che caratterizza il fronte della casa al 51 rosso. È inoltre da rilevare, al limitare tra i due edifici, la presenza di un piccolo tabernacolo che conserva un dipinto raffigurante la Madonna con il Bambino (scarsamente leggibile ma presumibilmente cinquecentesco). |
|          | 51r-53r         | Casa                             | La casa presenta tre piani e si qualifica essenzialmente per l'alta porzione basamentale in pietra, sulla quale si legge il disegno di archi ribassati (successivamente tagliati dalle nuove aperture) in sintonia con l'edificio contiguo verso via Pellicceria 1. Su tale parato sono ora presenti due ampi archi ottocenteschi con cornice modanata e con in chiave una mensola a volute concave convesse, ambedue simili a quelli dell'edificio prima citato, dovuto all'architetto Torquato Del Lungo e databile attorno al 1890, a indicare presumibilmente la volontà di uniformare i fronti degli edifici e regolarizzare gli affacci sulla strada. Per quanto si possa ricondurre anche questo intervento all'architetto Del Lungo, si tenga presente come il motivo della mensola faccia parte in questo tardo Ottocento del lessico proprio della scuola fiorentina, in virtù del suo riferirsi a un fortunato elemento proprio dell'architettura cinquecentesca che trova il più diretto riferimento (per questa zona della città) nella loggia del Mercato Nuovo. L'edificio in oggetto è attualmente occupato dall'Hotel Davanzati (con accesso dal numero 5 della via). |
|          | 8               | Palazzo delle Poste e Telegrafi  | Il grande edificio (del quale questo è un lato secondario) fu realizzato a cura del Comune di Firenze per riunire in un unico luogo i servizi postali e telegrafici della città, sfruttando due lotti non ancora venduti e risultanti dalle operazioni di risanamento del vecchio centro (1885-1895), identificabili nell'area precedentemente occupata da San Miniato fra le Torri (un intero rione con non meno di sei strade, quattro piazzette e l'omonima chiesa). Su questo lato è l'ingresso all'Ispettorato Territoriale della Toscana del Ministero dello Sviluppo Economico e Comunicazioni. |
|          | 13              | Palazzo Davanzati                | Eretto verso la metà del Trecento dai Davizzi e già residenza degli Ufficiali della Decima (l'ufficio che raccoglieva le denunce delle proprietà private per l'applicazione delle tasse), il palazzo passò nel 1516 ai Bartolini, da questi fu venduto nel 1578 a Bernardo Davanzati, famoso storico e letterato, la cui famiglia si estinse nel 1838. Nel 1904 fu acquistato dall'antiquario Elia Volpi che lo restaurò con complessi lavori durati cinque anni, esaltandone i caratteri propri della residenza trecentesca, arredandolo di conseguenza, in modo da costituire uno scenario adatto all'esposizione delle molte opere d'arte raccolte. Alla fine della guerra il palazzo venne reso al proprietario e tramite il conte Alessandro Contini Bonacossi venne acquistato dallo Stato nel 1951" (Mazzino Fossi). Destinato a ospitare il Museo dell'Antica Casa Fiorentina, inaugurato nel 1956, il palazzo conobbe nuovi restauri diretti da Alfredo Barbacci, ed ebbe un nuovo arredamento per le cure di Filippo Rossi e Luciano Berti, vedendo qui confluire dipinti, arredi e oggetti d'uso domestico dal Museo Nazionale del Bargello, dalle Gallerie fiorentine e da donazioni di privati. |
|          | s.n.            | Vicolo dei Davizzi               | Attualmente chiuso da un cancello di ferro, il vicolo costeggiava le proprietà dei Davizzi, sbucando in via delle Terme, all'altezza del 26 rosso dove si trova un fondo a un piano, sormontato da una terrazza; un secondo tratto, ben visibile nelle foto aeree, costeggia il lato posteriore delle case di via Porta Rossa e doveva sbucare in piazza di Parte Guelfa, tra i palazzi Giandonati e Canacci. Da via Porta Rossa si apprezzano i numerosi archi di rinforzo che corrono tra palazzo Davanzati e la casa dei Del Bene, e a lato di quest'ultima vi si intravede una colonnina, frutto dei restauri in stile del tempo di Elia Volpi: qui infatti si trova un ingresso secondario al Museo Davanzati. |
|          | 15              | Casa Del Bene                    | L'edificio risulterebbe essere stato in origine possesso dei Davanzati, quindi venduto nel 1480 ad Albertaccio del Bene e nel secolo seguente passato ai Tornabuoni. "Sulla destra del Palazzo Davanzati, sotto l'intonaco apparve, nel 1911, il muro a filaretto dell'antica casa Del Bene" (Bargellini-Guarnieri). Dovrebbe quindi potersi identificare con la casa Faujas ricordata da Federico Fantozzi: "Appartenne a Francesco Del Bene, il cui figlio Giulio vi radunava una società di Giovani in Lettere. In una sottoposta bottega, corrispondente nella via di Terma, teneva lo studio l'anno 1576 il pittore Meglio Coppi, e nel 1584 ve lo avevano i pittori Domenico d'Antonio Nuti e Niccolò di Giovanni Betti". Attualmente l'edificio si presenta con un fronte di tre assi su tre piani, confinante sulla sinistra con il chiassuolo di palazzo Davanzati e, a seguito di un intervento effettuato nei primi decenni del Novecento, del tutto privo degli intonaci, tanto che appaiono leggibili sia gli antichi archi in bozze di pietra, sia molte porzioni in laterizio certo non nate per essere lasciate a vista, di modo che l'immobile, anziché destare interesse per la sua antichità, appare privato della sua dignità storica. Sull'architrave della porta è la scritta "AG fecit MCMXCII". Una fotografia presente negli archivi Alinari, datata al 1895, mostra la casa con il prospetto nella sua versione precedente, di gusto ottocentesco, quando l'edificio era tra l'altro sede dell'agenzia di trasporti internazionali Savino Del Bene. |
|          | 10              | Casa e torre dei Foresi          | Si tratta di una case con torre che nel Duecento apparteneva alla famiglia ghibellina dei Monaldi e che passò, per eredità, ai Foresi. Il complesso, parzialmente distrutto dopo la battaglia di Montaperti, fu ricostruito per diventare, nel Quattrocento, proprietà dei della Palla e quindi dei Pandolfini. L'attuale visibilità della fabbrica, isolata e libera sull'antistante piazza de' Davanzati, ha origine nel periodo del risanamento del vecchio centro (1885-1895), quando, oltre a creare la piazza, si intervenne per rendere decoro all'antico edificio. |
|          | 12              | Casa Sanguineti                  | Si tratta in realtà, più che di una casa, di un casamento, visto l'attuale sviluppo dell'edificio che attualmente prospetta su via Porta Rossa con una facciata organizzata su sei piani per quattro assi, riconfigurata presumibilmente nella prima metà dell'Ottocento, comunque priva di elementi architettonici caratterizzanti anche se certamente frutto dell'accorpamento di antiche fabbriche medioevali. La si segnala in quanto riconducibile a una proprietà della famiglia Sanguineti, come attesta sia la targa posta a sinistra del portone (a sua volta decentrato a sinistra rispetto all'asse del fronte) che reca la scritta 'Sanguineti' e il numero 1026 relativo alla numerazione preunitaria, sia uno stemma posto al centro del prospetto con l'arme, appunto, di questa famiglia originaria di Genova (d'azzurro, al mastio torricellato di due pezzi ed un albero di verde nascente dal mastio; col capo d'oro, all'aquila nascente di nero). Si noti anche come le inferriate presenti alle finestre del primo piano siano realizzate in modo da determinare un disegno che definisce al centro del decoro una grande S maiuscola. |
|          | 17              | Palazzo Altoviti                 | L'attuale fabbrica, pur mostrando un fronte dal carattere seicentesco (comunque oltremodo semplice), incorpora antiche case, le principali delle quali erano, nel Trecento, degli Arnoldi e dei Monaldi. Quella degli Arnoldi fu comprata nel 1493 dagli Altoviti e, un secolo dopo, questa stessa famiglia entrò in possesso anche dell'altra, nel frattempo passata ai Bartolini ed ai Ricci. Attualmente lo sviluppo complessivo della facciata è di dieci assi per tre piani, ma con varie finestre fuori asse, a documentare dell'antica storia e delle molte trasformazioni alle quali l'edificio è stato sottoposto nel tempo. Sulla destra della facciata è un tabernacolo con edicola tardocinquecentesca contenente una tela raffigurante la Crocifissione tra i santi Filippo Neri (o Nicola di Bari) e Romualdo (o Benedetto), dipinta da Giovanni Battista Naldini e restaurata nel 1994 da Gioia Germani per interessamento di Elisa Leoni e Claudia Passerin d'Entrèves. In prossimità di quest'opera è, in alto, uno scudo con l'arme degli Altoviti (di nero, al lupo rapace d'argento), ancora ben leggibile nonostante la perdita della parte alta della figura (è una copia moderna, l'originale si trova nel palazzo). Al terreno sono resti dell'antica costruzione in pietra forte. Attualmente l'edificio è un'unica proprietà con il palazzo seguente (Albergo Porta Rossa) e, con questo, è stato oggetto di un importante intervento di restauro tra il 2008 e il 2010.                                                                            |
|          | 16-18           | Farmacia Porta Rossa             | Si tratta di un ampio edificio a tre piani posto d'angolo con via Monalda, i cui prospetti non presentano elementi di particolare interesse. Nei locali sull'angolo, al terreno, ha sede la farmacia Porta Rossa, inserita tra gli esercizi storici fiorentini: fondata verso la fine dell'Ottocento pervenne agli attuali proprietari, la famiglia Savoia, nel 1945. Negli interni si conservano arredi della prima metà del Novecento. |
|          | 19              | Palazzo Bartolini Torrigiani     | L'edificio sorge su antiche preesistenze, pervenute ai Bartolini tra il 1350 circa e il 1516 nell'ambito di una campagna di acquisti promossa da questa famiglia a interessare una vasta area compresa tra via delle Terme, Porta Rossa e piazza Santa Trinita ed iniziata presumibilmente proprio da questa porzione. Più in particolare l'attuale fabbrica ingloba una antica torre dei Monaldi, detta la Rognosa, e varie case e botteghe, in origine dei Monaldi, dei Del Bene, dei Soldanieri e dei d'Aringo. Acquistato dai Dati nel 1555, il palazzo passò nel 1559 ai Torrigiani. Quindi fu ristrutturato internamente tra Cinquecento e Seicento e, nella prima metà dell'Ottocento, trasformato in locanda (oggi Hotel Porta Rossa, dal 2010 condotto dalla società NH Hoteles). Spiccano lungo la strada le mensole in pietra degli sporti che sorreggono il corpo centrale della fabbrica, i papaveri araldici in riferimento alla famiglia proprietaria. Notevole il cortile coperto, con raffinati capitelli, oggi trasformato in hall, coperta dalle vetrate in stile neorinascimentale realizzate attorno al 1900 dallo stabilimento di Ulisse De Matteis. |
|          | 107r            | Palazzo Bartolini Salimbeni      | Si tratta di uno dei fronti secondari del palazzo costruito per Giovanni Bartolini da Baccio d'Agnolo tra il 1520 e il 1523, che ha il suo prospetto principale su piazza Santa Trinita 1. Per quanto secondario, a differenza di quanto accade per l'affaccio su via delle Terme, il prospetto si presenta di notevole importanza, riproponendo lo stesso disegno presente sulla piazza, seppure con piani di fondo intonacati (anche se graffiti a finto ammattonato) in sostituzione di quelli in pietra, e il coronamento con una gronda alla fiorentina, in contrapposizione a quella alla romana scelta per il fronte principale. Rimane invece invariato il disegno e il decoro così come la distribuzione delle molte ed elaborate finestre. Sulla porta al n. 107r (che un tempo doveva servire come altro accesso al palazzo e che oggi immette a un esercizio commerciale), sono i papaveri araldici e il motto "Per non dormire" che contraddistinguono l'impresa della famiglia, adottati poi da Gabriele D'Annunzio. Sempre su questo lato, ai nn. 99r-101r, si trova l'esercizio storico dell'argentiere Pampaloni, e vi è conservata anche l'insegna precedente della "Libreria Bruno Baccani". Sulla cantonata è uno scudo con l'arme dei Bartolini Salimbeni (al leone troncato cuneato). |

### Lapidi
La strada è ricca di lapidi e stemmi. Uno stemma dei Cavalcanti si trova all'inizio vicino a via dei Calzaiuoli, mentre una lapide poco lontano ricorda il quartier generale dei Frati Gaudenti condannati da Dante nella bolgia degli ipocriti. 
| _______ MCCLXVI IN QUESTA BOTTEGA CHE FU DELL'ARTE DI CALIMARA RODERIGO E CATALANO FRATI GODENTI E BOLOGNESI QUA CHIAMATI PACIERI TENNERO LE LORO ADUNANZE INSIEME COL CONSIGLIO DEI XXXVI MOLTE BUONE LEGGI IN UTILE PUBBLICO STATUIRONO E LE CORPORAZIONI DELLE ARTI ORDINARONO CHE POI FURONO ACCRESCIMENTO E DIFESA DELLA LIBERTÀ FIORENTINA |

Sopra la porta al n. 3 si trova la lapide ai grafici fiorentini caduti nella prima guerra mondiale, del 1925:
| I GRAFICI FIORENTINI IN ONORE E GLORIA DEI COLLEGHI CADUTI PER LA PATRIA 1915-1918 |

Poco più avanti una targa, tra i numeri 19 e 21 rosso, ricorda la bottega di Bernardo Cennini, orafo che per primo portò l'arte della stampa a Firenze, che dedusse la scoperta della stampa a caratteri mobili osservando un libro di Gutenberg. 
| PERCHÉ BERNARDO CENNINI ORAFO E CESELLATORE NEL SECOLO XV TENNE QUI L OFFICINA OVE COADIUVÒ LORENZO GHIBERTI NELL OPERA CELESTIALE DELLE PORTE DEL TEMPIO DI S · GIOVANNI E IGNARO DELL ARCANE MAGUNTINE SPERIENZE FU NOVELLO INVENTORE DELLA TIPOGRAFICA ARTE GLI STAMPATORI NOSTRI COMMEMORANDO LUI PURE DEGNISSIMO DI PUBBLICA SEGNALANZA NEL MDCCCLXIIII QUESTA LAPIDA POSERO |

Quasi all'angolo con piazza del Mercato Nuovo, sul palazzo dei Cavallereschi, si trova una lapide ormai molto scura che ricorda come questo tratto di strada, all'epoca detto via di Baccano (dal chiasso dovuto al molto traffico che andava e veniva dalla porta cittadina), venne aperto nel 1307 sotto il podestà Matteo Terribili.
| HAC VIA FIEI FECIT NOBLIS POTE · VIR MATHS DE TERIBLIBI} · DEAMELIA EXECVTOR ORD IVSTITIE PP FLOR · SVBAN S DNI MCCC · VII IND · V · |

Sciolgliendo le abbreviazioni si può leggere: «Hanc viam fieri fecit nobilis ac potens vir Mathæus de Terribilibus de Amelia executor ordinis justitiæ Populi Florentini sub annis Domini MCCCVII. Indictione V». Si traduce: «Questa via fece fieramente aprire il nobile e potente uomo Matteo Terribili nativo di Amelia, esecutore degli ordinamenti di giustizia del popolo fiorentino, nell'anno del Signore 1307, indizione V».

### Tabernacoli

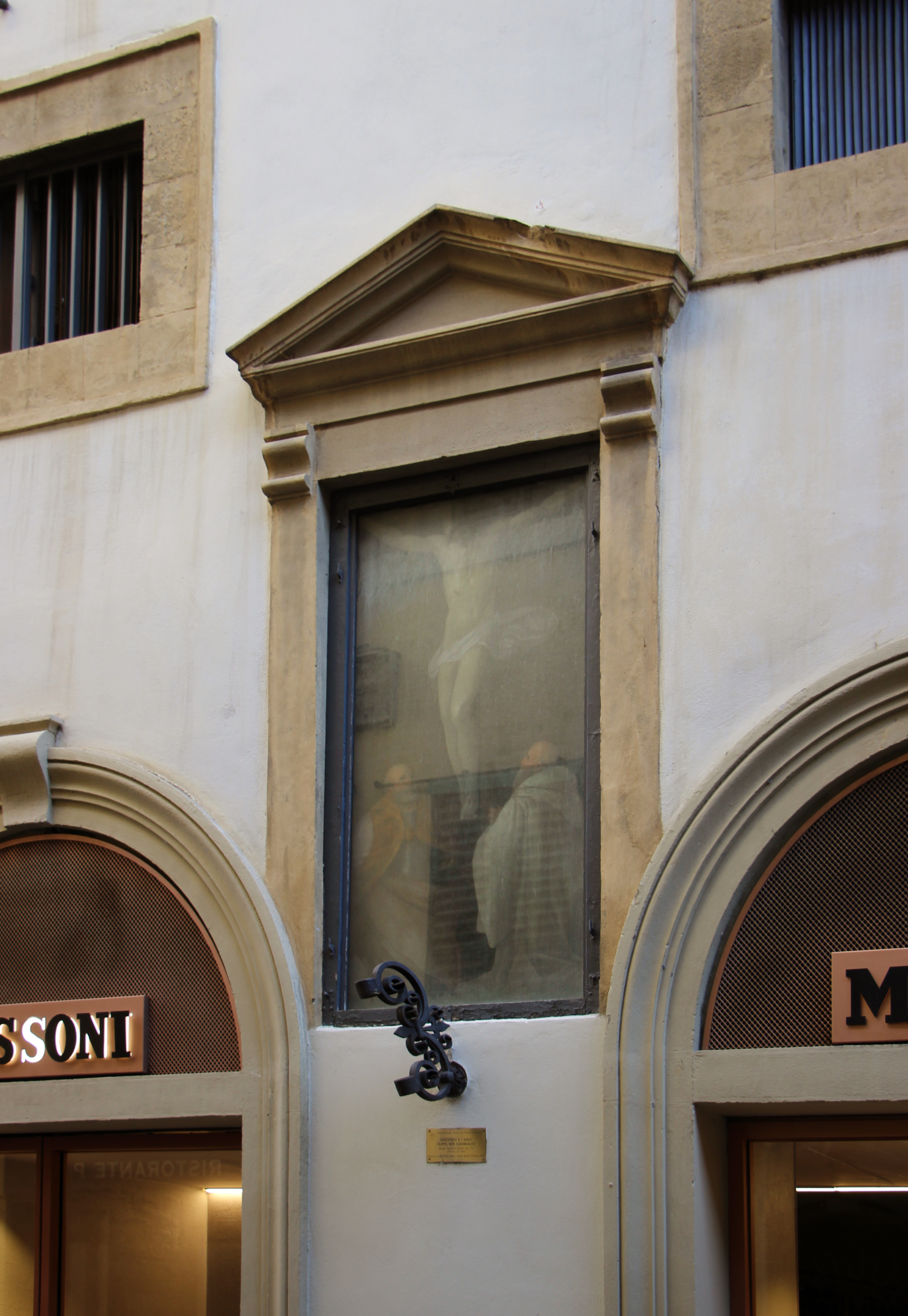
Il tabernacolo di Giovan Battista Naldini

Al 49r-51r è presente un piccolo tabernacolo con una Madonna col Bambino centinata (scarsamente leggibile ma presumibilmente cinquecentesca) entro una cornice rettangolare in pietra serena, decorata da un architrave piano, rilievo con gigli e rose sopra l'arcata, e una base con la scritta "Ave Maria" fra due triglifi. 
Tra il 77 e il 79 rosso, su palazzo Altoviti, è presente un tabernacolo con edicola tardocinquecentesca contenente una tela raffigurante la Crocifissione tra i santi Nicola di Bari e Romualdo (o Benedetto), dipinta da Giovanni Battista Naldini e restaurata nel 1994 da Gioia Germani per interessamento di Elisa Leoni e Claudia Passerin d'Entrèves; esiste un tabernacolo dello stesso autore e molto simile anche in via dei Corsi, sul fianco della chiesa di San Gaetano (ma proveniente dalla forca tra via de' Conti e via Ferdinando Zannetti). L'effige di san Nicola, per quanto accompagnata dai tipici attributi dell'abito vescovile e delle palline d'oro, è stata talvolta equivocata per quella di Filippo Neri, visti i capelli e la barba corta e bianca, come si legge anche sulla targhetta informativa presso il tabernacolo; tuttavia tale identificazione è impossibile, sia per la prersenza degli attributi che per l'arco cronologico cinquecentesco, ben prima della beatificazione del religioso fiorentino (1615).

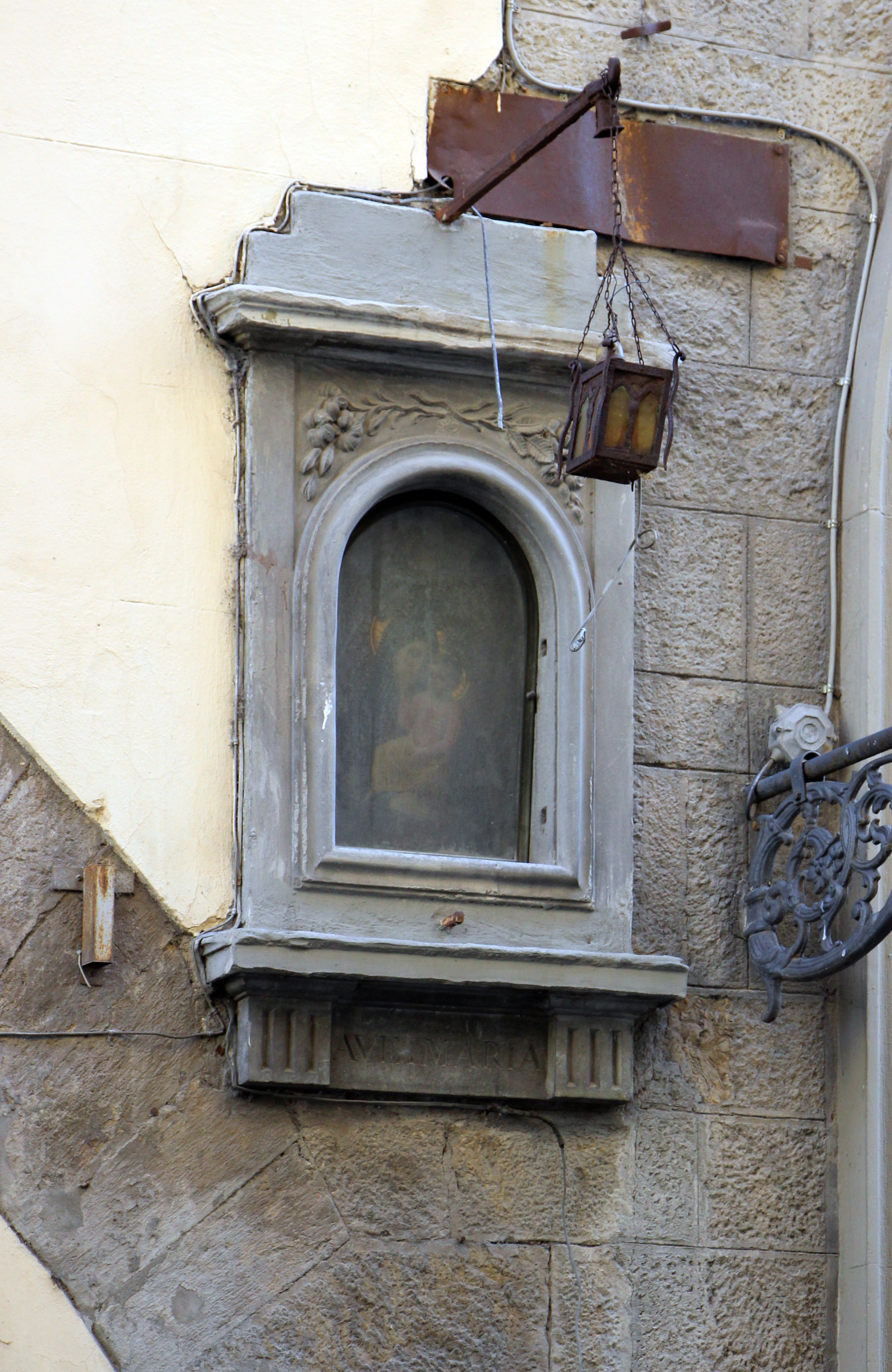
Il tabernacolo al 49r-51r
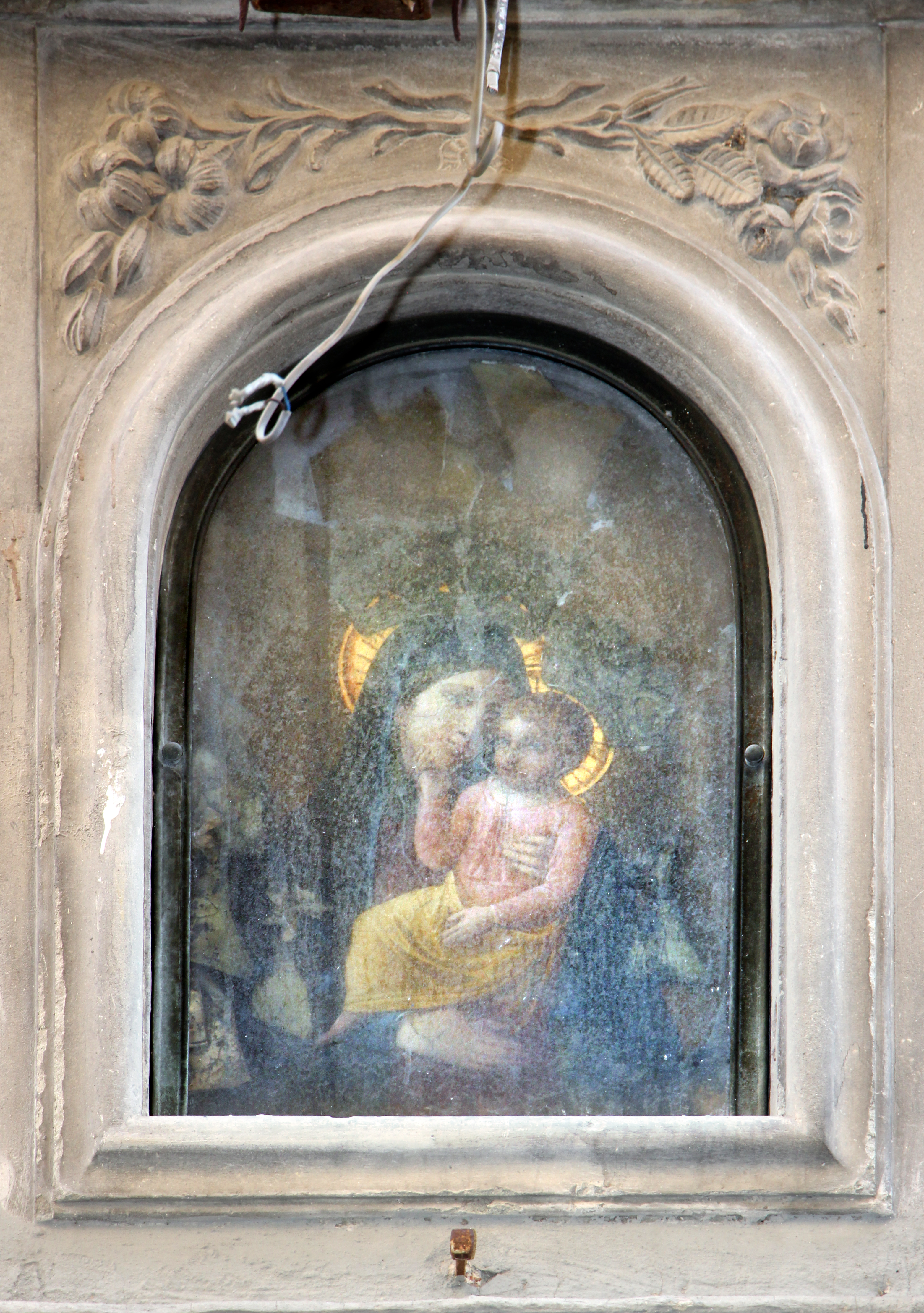
Il tabernacolo al 49r-51r
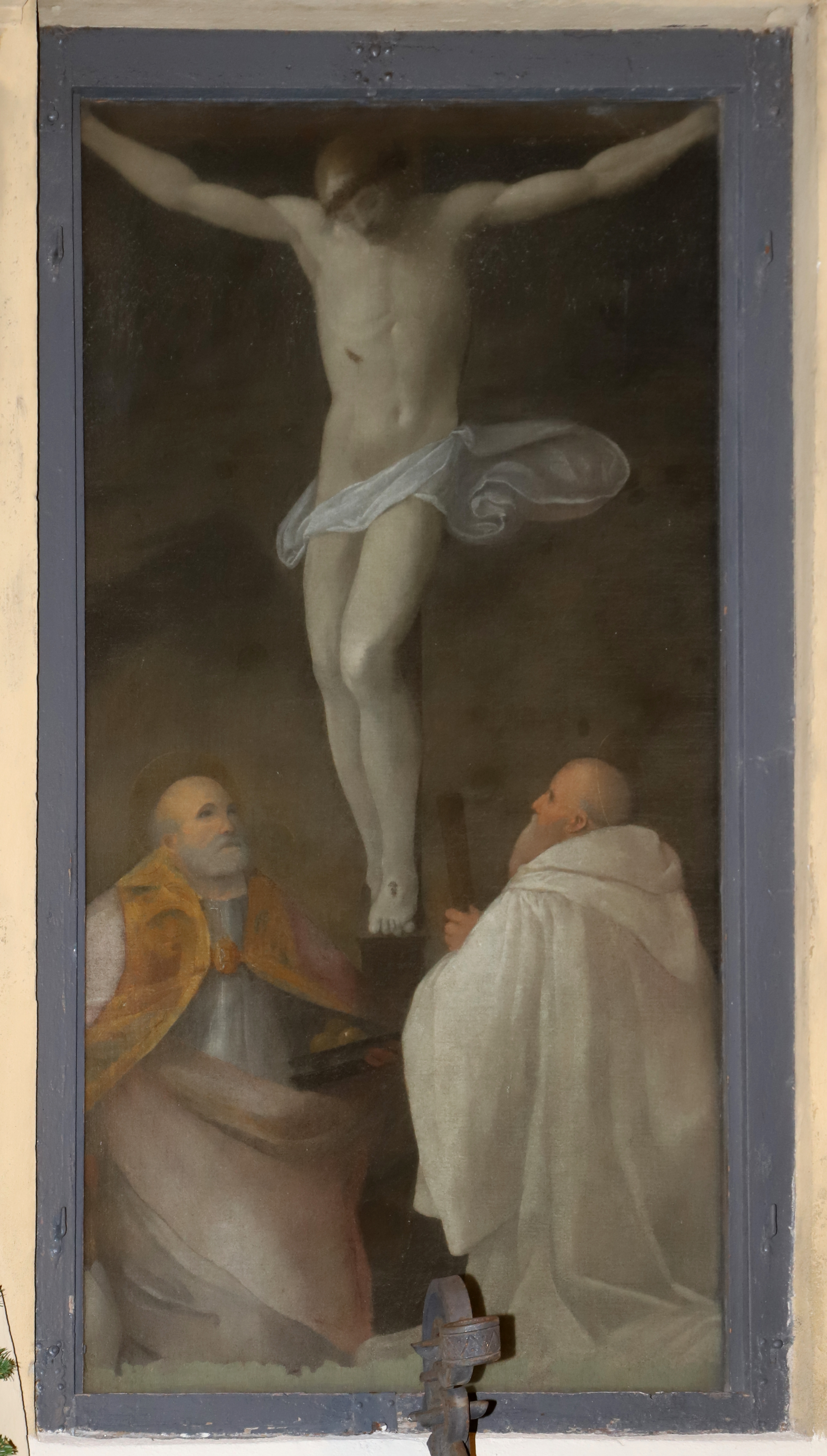
Il tabernacolo del Naldini